# Régiment d'artillerie mobile de forteresse
Pour un article plus général, voir Ligne Maginot.
Un régiment d'artillerie mobile de forteresse (RAMF), ou régiment d'artillerie de région fortifiée (RARF) avant 1939, est une unité militaire française spécialisée dans la défense des fortifications de la ligne Maginot et des autres place-fortes, des années 1930 à 1940.
Ce type de régiment fournit les hommes et les canons soutenant les ouvrages et casemates de la ligne. Les premiers sont créés en 1933, il y en avait neuf pendant la bataille de France de 1940.

## Rôle
La première mission de la ligne Maginot étant d'empêcher une attaque brusquée pendant la mobilisation générale de l'armée française (le rappel des réservistes dure quinze jours), elle doit donc être opérationnelle avec la totalité de ses effectifs avant la déclaration de guerre. À cet effet sont créés des troupes spécialisées dans la défense des fortifications, par définition peu mobiles, principalement d'infanterie (bataillons alpins de forteresse et régiments d'infanterie de forteresse) et d'artillerie (régiments d'artillerie de position), ainsi que quelques unités plus mobiles, notamment de reconnaissance (groupes de reconnaissance de région fortifiée) et d'artillerie (régiments d'artillerie mobile de forteresse).
Ces troupes sont déployées le long des frontières du Nord-Est (Nord, Ardennes, Lorraine, Alsace et Jura) et du Sud-Est (Savoie, Dauphiné et Alpes-Maritimes) de la France dès le temps de paix. L'artillerie de forteresse est composée en temps de paix principalement de sept régiments d'artillerie de position (RAP), qui fournissent les équipages des ouvrages et les batteries de position, complétés par trois régiments d'artillerie de région fortifiée (RARF), qui fournissent soit un groupe d'appui dans chaque sous-secteur soit des batteries nomades pour appuyer les détachements avancés d'infanterie (corps francs et avant-postes).
Le casernement est très regroupé, avec seulement trois sites : Thionville (caserne Tricornot de Rose), Metz (caserne des Vallières) et Sarrebourg (caserne Gérome). Juste avant la mobilisation, les troupes de forteresse quittent leur casernements pour que les batteries destinées à couvrir les intervalles s'installent en arrière de la ligne sur des positions préparées (emplacements de pièces et abris bétonnés).

## Armement et équipement
Chaque RAMF comprend trois groupes de batteries : deux groupes équipés de 24 canons de 75 mm modèle 1897 et un groupe avec douze canons courts de 155 mm modèle 1917 (sauf pour le 99e RAMFH, qui n'a que deux groupes avec 24 canons de 75 mm).
La totalité du matériel est automobile depuis 1936 (sauf pour le 99e RAMFH, qui est hippomobile) : soit les roues en bois sont remplacées par des pneumatiques increvables, soit les matériels sont pourvus de trains-rouleurs pour les déplacements sur route. La traction est assurée par des tracteurs tous-terrain (modèles Laffly S 15 T à six roues motrices, Unic-Kégresse P 107 BU semi-chenillé et Somua MCG 11 semi-chenillé), ou à défaut par des camions.
L'armement collectif du régiment comporte aussi 23 mitrailleuses et 29 fusils-mitrailleurs (modèle 1915 Chauchat).

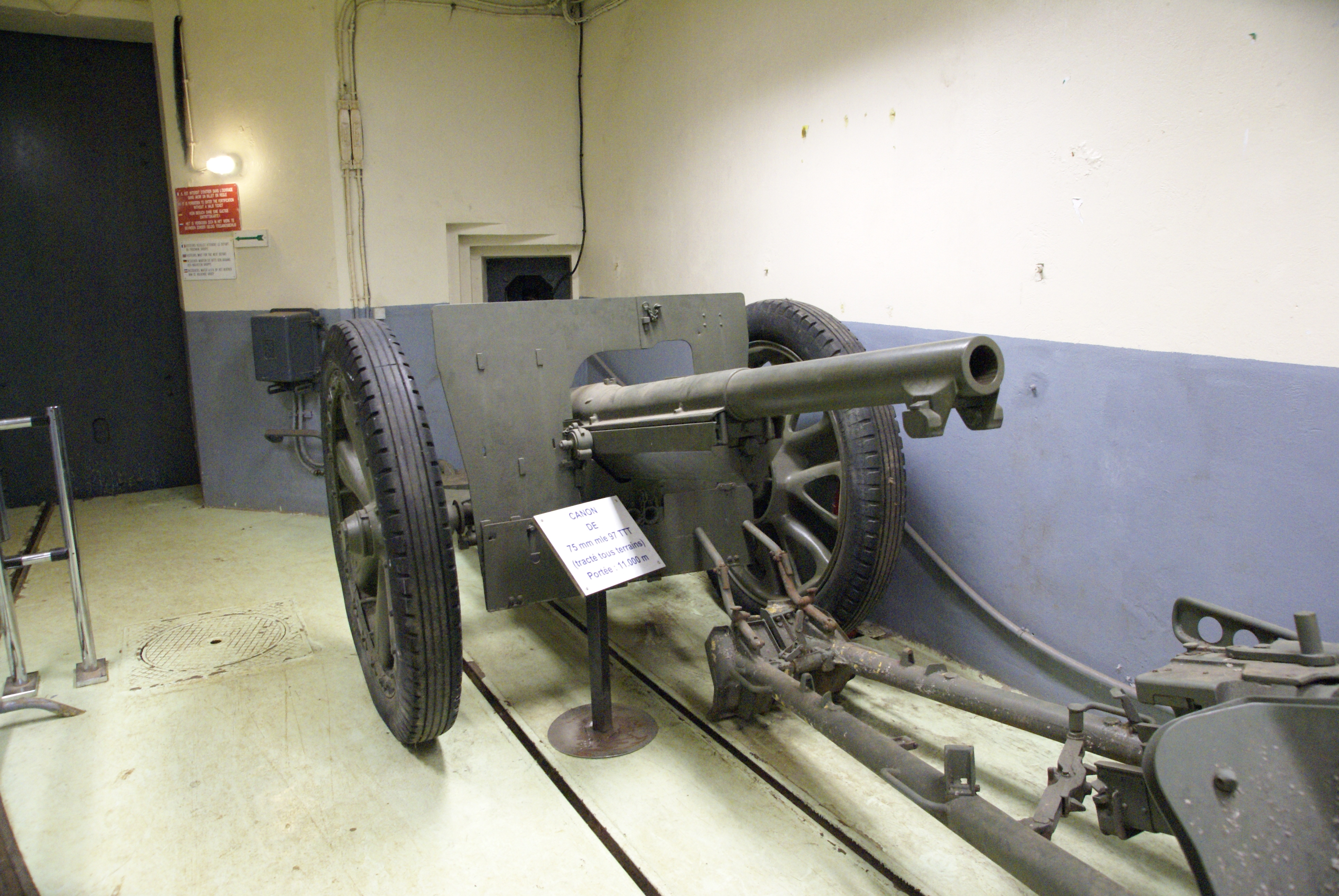
Canon de 75 mm TTT sur pneumatique (musée de l'ouvrage de Fermont).
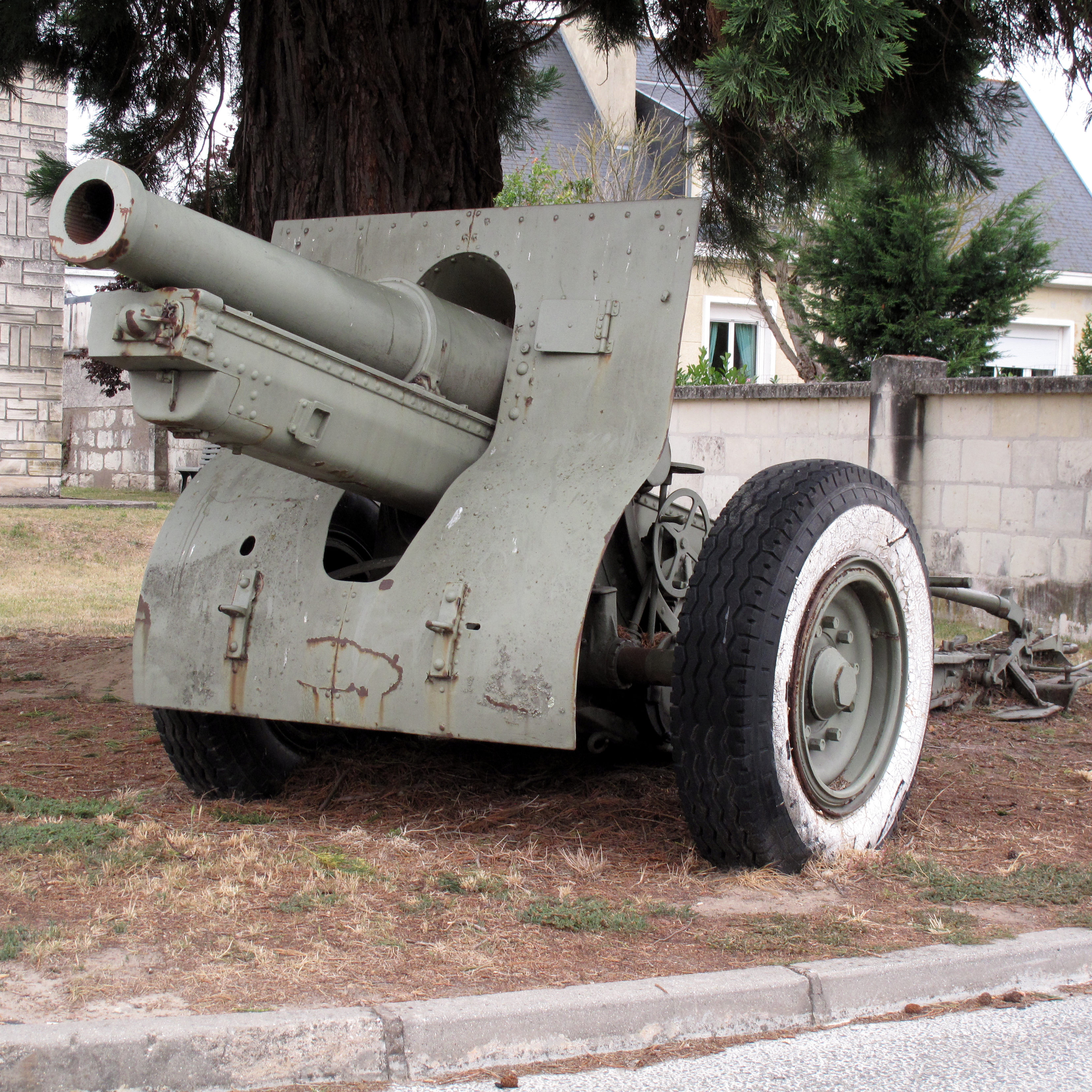
Canon de 155 mm C (Musée des blindés, Saumur).
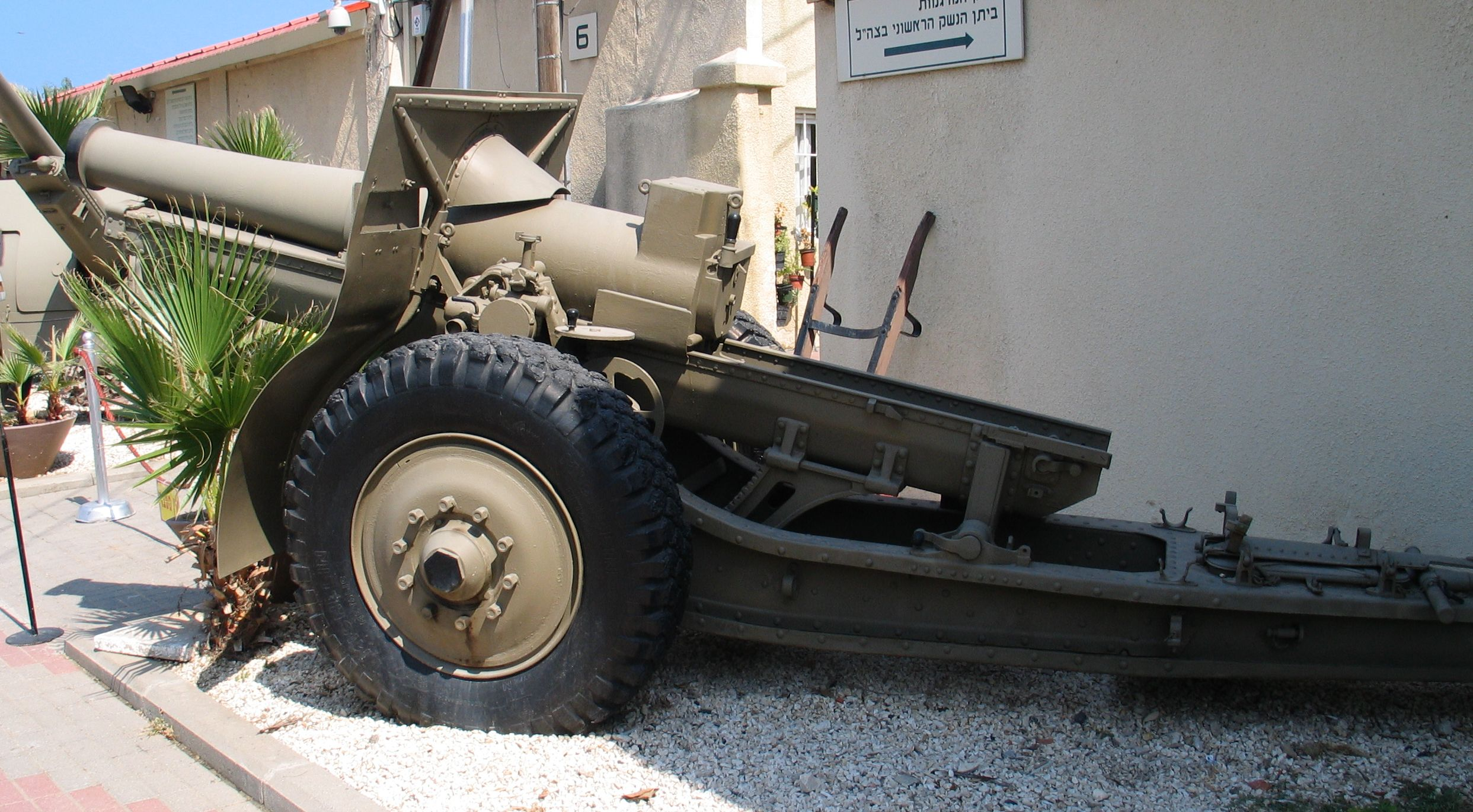
Canon de 155 mm C (Batey ha-Osef Museum, Tel Aviv).
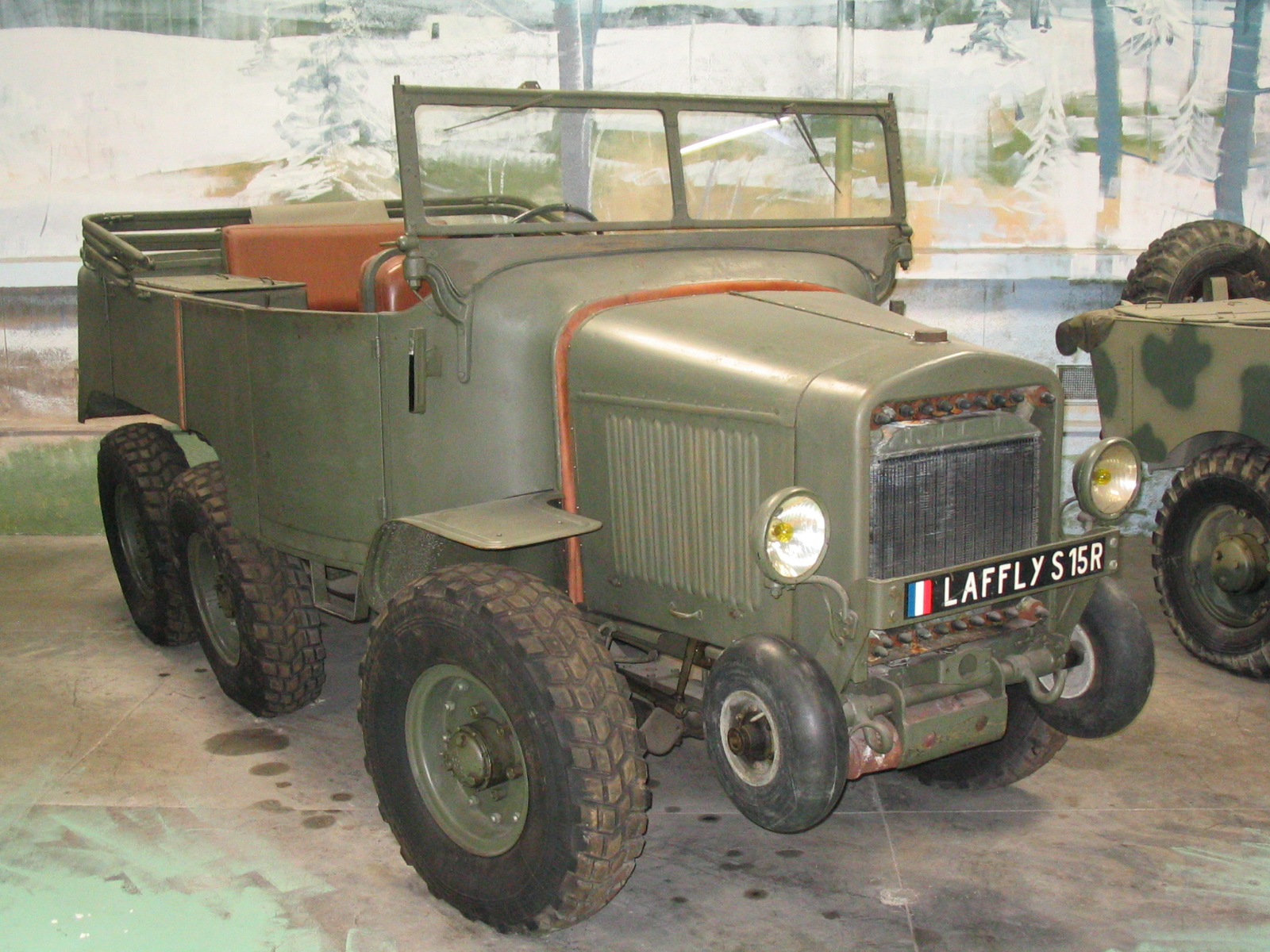
Tracteur Laffly S 15 (Saumur).
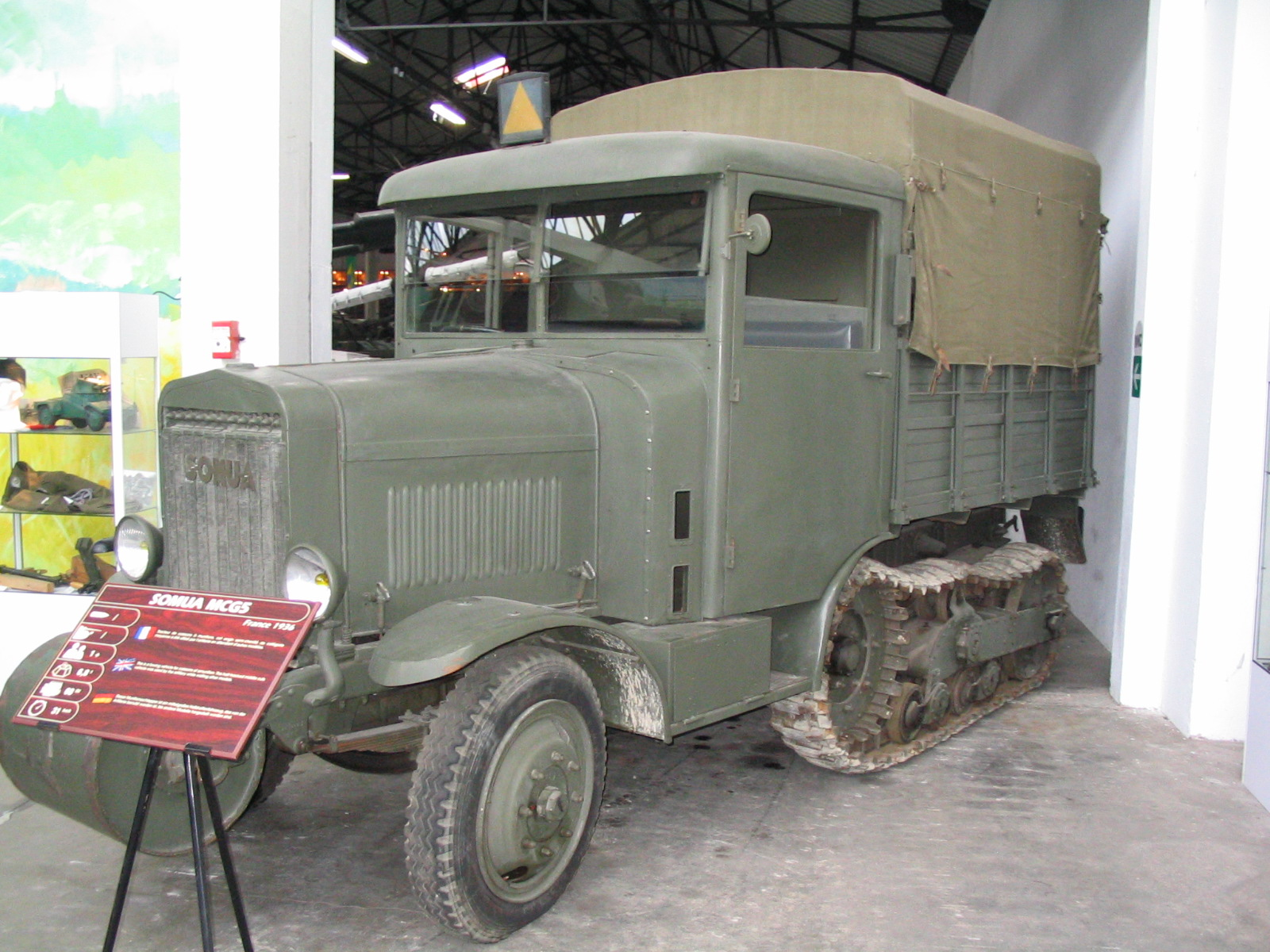
Tracteur Somua MCG (Saumur).

## Historique

### Création

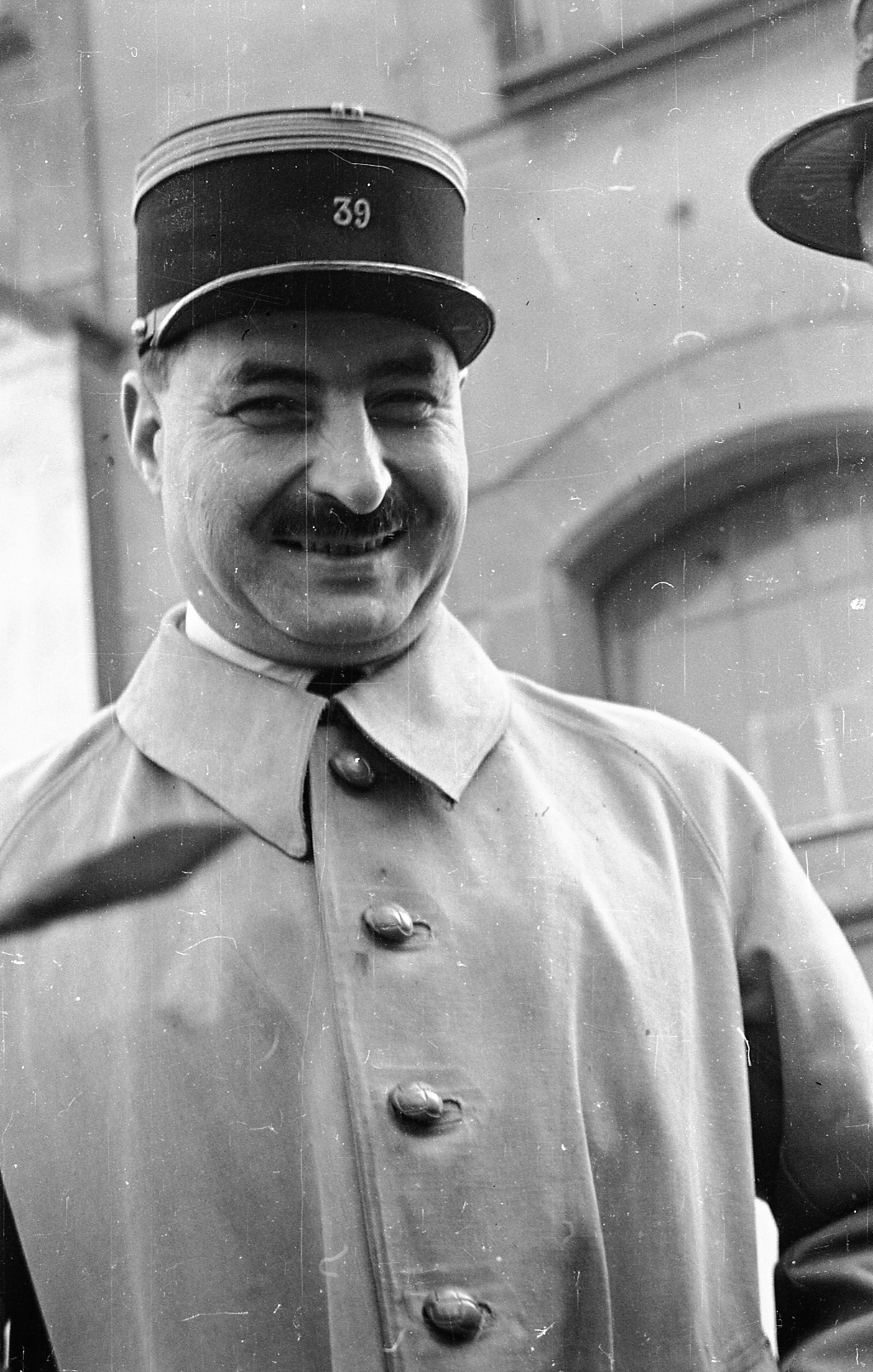
Le colonel du Mazel, commandant le à Metz vers 1936-1938.

Le 15 avril 1933 est créé le 39e régiment d'artillerie de région fortifiée (RARF), épaulé par le 59e RARF depuis le 1er septembre 1935 et par le 46e RARF à partir du 1er septembre 1936.
Juste avant la mobilisation d'août 1939, l'artillerie de région fortifiée le long de la ligne Maginot est donc forte de trois régiments, du nord au sud :
- 46e RARF à Thionville (SF de la Crusnes et SF de Thionville) ;
- 39e RARF à Metz (SF de Boulay et SF de Faulquemont) ;
- 59e RARF à Sarrebourg (cinq groupes : SF de Rohrbach, SF des Vosges et SF de Haguenau)[1].

### Alertes puis mobilisation
Les régiments d'artillerie de région fortifiée sont mis en alerte à chaque fois que la situation internationale devient tendue, c'est-à-dire que les ouvrages sont occupés en une heure par le personnel d'active (l'échelon A, composé de conscrits et de professionnels) et la moitié de l'armement est mis en service. Ce fut le cas de mars à avril 1936 (remilitarisation de la Rhénanie), de mars à mai 1938 (Anschluss), de septembre à octobre 1938 (crise des Sudètes) et à partir du 21 août 1939 (crise du corridor de Dantzig). La mesure suivante est l'alerte renforcée, correspondant au rappel des réservistes frontaliers (échelon B1), ce qui permet en une journée de mettre l'ensemble de l'armement opérationnel. Elle est suivie par l'ordre de mise en sûreté, correspondant au rappel des réservistes non-frontaliers affectés aux unités de forteresse (échelon B2) et l'occupation sous trois jours de toutes les positions avec des effectifs de guerre. L'arrivée des réservistes entraine le triplement des effectifs des RARF, en général chacun des groupes donne naissance à un nouveau régiment (appelé régiment d'artillerie mobile de forteresse) composé de trois groupes. Cette mesure est appliquée entre le 20 septembre et le 20 octobre 1938 avant d'être levée. Enfin, le triplement des régiments a de nouveau lieu à partir du 22 août 1939 (la formation des régiments s'échelonne jusqu'au 29).
Ensuite c'est l'ordre de couverture générale, c'est-à-dire le rappel de tous les réservistes affectés aux grandes unités d'active permettant l'établissement sous six jours de 25 divisions le long de la frontière. Cette mobilisation partielle avait déjà été déclenchée du 23 septembre 1938 au 6 octobre de la même année. Le 24 août 1939, l'alerte renforcée est ordonnée en même temps que le dispositif de sûreté. Le 25 août, l'Allemagne décrète la mobilisation générale pour le 26. Le 27 à minuit commence l'application de la couverture générale. Le 1er septembre, à la suite de l'attaque allemande contre la Pologne, la mobilisation générale française est décidée, applicable à partir du 2 à minuit ; la frontière avec l'Allemagne est fermée, les habitants de la zone frontalière sont évacués (notamment Strasbourg). Le 3 septembre 1939, la France déclare la guerre à l'Allemagne.
Le 2 septembre 1939 à minuit, tous les régiments d'artillerie de région fortifiée, soit les trois RARF (d'active) déjà déployés en temps de paix, sont dissous, remplacés le long de la ligne par les neuf RAMF (de formation). Le sigle RAMF a des variantes de signification, soit régiment d'artillerie mobile de forteresse, soit régiment d'artillerie mixte de forteresse ; d'autres sigles sont aussi employés pour certains régiments, tel que le 23e RAAF (régiment d'artillerie automobile de forteresse), le 49e RAMFA (régiment d'artillerie mobile de forteresse automobile) ou le 99e RAMFH (régiment d'artillerie mobile de forteresse hippomobile). Le terme RAF (régiment d'artillerie de forteresse) est aussi parfois utilisé.

### Positions en 1939-1940
| Secteurs          | Noyaux d'active                     | Régiments de formation |
| ----------------- | ----------------------------------- | ---------------------- |
| SF de Montmédy    | 3e groupe du 17e RAD (Sedan)        | 99e RAMFH              |
| SF de la Crusnes  | Partie du 46e RARF (Thionville)     | 46e RAMF               |
| SF de Thionville  | Partie du 46e RARF (Thionville)     | 70e RAMF               |
| SF de Boulay      | Partie du 39e RARF (Metz)           | 23e RAMF               |
| SF de Faulquemont | Partie du 39e RARF (Metz)           | 39e RAMF               |
| SD de la Sarre    | 1er groupe du 166e RAP (Morhange)   | 49e RAMF               |
| SF de Rohrbach    | 3e groupe du 59e RARF (Sarrebourg)  | 59e RAMF               |
| SF des Vosges     | 1er groupe du 59e RARF (Sarrebourg) | 60e RAMF               |
| SF de Haguenau    | 2e groupe du 59e RARF (Sarrebourg)  | 69e RAMF               |

### Combats de 1940
Le 10 mai 1940, la Wehrmacht passe à l'offensive à travers le Luxembourg, la Belgique et les Pays-Bas : son axe principal évite les secteurs les plus puissants de la ligne Maginot, longeant les positions avancées. Les régiments d'artillerie mobile de forteresse sont d'abord peu engagés, sauf les 46e et 70e RAMF qui soutiennent des groupes de reconnaissance en avant de la ligne. Le 13 mai 1940 à l'aube, les têtes de colonnes du XIX. Armeekorps allemand (commandé par Guderian) atteignent la Meuse, derrière laquelle se trouvent les batteries du 99e RAMFH (rattaché à la 55e DI). Ce régiment hippomobile subit de fortes pertes à cause du bombardement aérien lors des combats pour Sedan avant de se replier en déroute avec sa division vers le sud.
Mis à part des tirs pour soutenir les avant-postes attaqués le 2 juin (le 39e dans le secteur de la Sarre), les RAMF n'ont pas l'occasion de tirer avant la mi-juin. Les 5 et 9 juin, les armées allemandes percent de nouveau le front français sur la Somme et l'Aisne ; en conséquence, les troupes françaises dans l'Est reçoivent le 12 l'ordre de décrocher vers le sud pour éviter l'encerclement. La retraite des troupes de forteresse doit se faire progressivement à partir du 13 juin au soir : les services et troupes d'intervalles d'abord, puis au second jour les équipages de casemates et l'artillerie d'intervalle (après avoir saboté leurs canons), enfin théoriquement au troisième jour (si les Allemands restent immobiles) les équipages des ouvrages après destruction de l'armement et de l'équipement. Au même moment le groupe d'armée C allemand a ordre de se lancer frontalement à l'attaque des secteurs les plus faibles de la ligne Maginot en Alsace-Lorraine, c'est-à-dire dans la trouée de la Sarre et sur le Rhin. Dans la Sarre (opération Tiger), la 1re armée allemande attaque la première ligne de casemates le 14 juin (le 1er groupe du 39e RAMF appui le 82e RMIF), avant d'emporter les deux lignes le 15 à la suite de l'évacuation des troupes d'intervalle françaises dans la nuit du 14 au 15.
Les 5 et 9 juin, les armées allemandes percent de nouveau le front sur la Somme et l'Aisne. Le 12 juin, les troupes françaises en Lorraine (troupes d'intervalle et divisions d'infanterie) reçoivent l'ordre de décrocher progressivement vers le sud pour éviter l'encerclement. La retraite doit se faire progressivement : les services et troupes d'intervalles d'abord, puis au second jour les équipages de casemates et l'artillerie d'intervalle (après avoir saboté leurs canons), enfin théoriquement au troisième jour (si les Allemands restent immobiles) les équipages des ouvrages après destruction de l'armement et de l'équipement. On n'attend pas cet ordre dans le secteur de Montmédy, évacué du 10 au 13 juin.
| Secteurs d'origine | Grandes unités de marche | Unités d'infanterie                                           | Unités d'artillerie                                           | Autres unités         |
| ------------------ | ------------------------ | ------------------------------------------------------------- | ------------------------------------------------------------- | --------------------- |
| SF Montmédy        | Division Burtaire        | 132e, 136e, 147e et 155e RIF                                  | 99e RAMFH et I/169e RAP                                       |                       |
| SF Crusnes         | Groupement de Fleurian   | 128e, I et II/139e, XXI/149e RIF                              | II/46e RAMF                                                   | II/29e et I/5e BCC    |
| SF Thionville      | Division Poisot          | 167e, 168e et 169e RIF                                        | 70e RAMF et 151e RAP                                          |                       |
| SF Boulay          | Division Besse           | 160e, 161e, 162e et 164e RIF                                  | 23e RAMF, 153e RAP                                            | 30e BCC et II/460e RP |
| SF Faulquemont     | Groupement de Girval     | 156e et 146e RIF, 69e et 82e RMIF                             | II et III/39e RAMF, I/163e RAP, I et II/166e RAP et I/142e RA | 15e GRCA              |
| SF Sarre           | Groupement Dagnan        | 133e g et 174e RIF, 41e et 51e RMIC                           | 49e RAMF et 166e RAP                                          |                       |
| SF Rohrbach        | Division Chastanet       | CISF 207, 166e, 153e, 37e et XXI/153e RIF                     | 59e RARF et 150e RAP                                          |                       |
| SF Vosges          | Division Senselme        | CIF 143, 154e et 165e RIF                                     | -                                                             | 46e GRRF et V/400e RP |
| SF Haguenau        | Division Regard          | I/22e, II et XXI/23e, II/70e, II et III/79e, I/ et II/68e RIF | 69e RAMF et 156e RAP                                          |                       |

Pour les troupes françaises battant en retraite à pied vers le sud, soit la majorité des unités de forteresse, elles finissent par être rattrapées par les troupes motorisées allemandes qui les encerclent entre la Meuse, Nancy, les Vosges et Belfort. Après quelques combats, les différents régiments se rendent entre le 21 et le 25 juin. Les ouvrages sont désormais encerclés, ce qui va permettre aux Allemands de les attaquer plus facilement.
Commence la poursuite par les Allemands (1re armée, 16e armée et Gruppe Guderian) des troupes françaises en retraite dans l'Est de la France (2e, 3e, 5e et 8e armées françaises). Mais seuls les RAMF sont motorisés : l'essentiel des troupes d'intervalle (régiments d'infanterie de forteresse et régiments d'artillerie de position) sont à pied, formant des divisions et groupements de marche (avec presque chacun un RAMF).
Pour retenir les forces allemandes, des lignes d'arrêt sont organisées par les Français à partir du 16 juin le long de la Meuse à l'ouest, du canal de la Marne au Rhin au nord et des Vosges à l'est. Le 17 juin, l'encerclement est complet, la 29. ID (mot) ayant atteint la frontière suisse à Pontarlier. Le 18 juin, les Allemands enfoncent la ligne du canal, entrent dans Nancy avant de passer la Meurthe le lendemain. Les différents divisions et groupements de marche se font rattraper et se retrouvent dans des poches encerclées qui se rendent du 20 au 24 juin : 
- le 46e RAMF (SF de la Crusnes), après être passé par Verdun, Toul, Lixières le 14, Neufchâteau le 16 et Mirecourt le 18, il est encerclé le 22 près de Thuilley-aux-Groseilles ;
- le 70e RAMF (SF de Thionville) fait partie de la division de marche Poisot, participe à la défense de Vaucouleurs le 15 puis de Charmes le 20, où il est capturé le 21 ;
- le 23e RAMF (SF de Boulay) fait partie de la division de marche Besse, participe à la défense de la Meurthe jusqu'au 16, puis il est capturé le 20 à Leménil-Mitry ;
- le 39e RAMF (SF de Faulquemont) fait partie du groupement de Girval, il couvre la défense des ponts sur la Seille le 15, puis du canal de la Marne au Rhin les 16 et 17, avant de se rendre le 23 à Mortagne ;
- le 49e RAMF (SF de la Sarre) fait partie du groupement Dagnan, il est sur le canal de la Marne au Rhin le 17, avant d'être capturé les 22-23 près de Rambervillers ;
- le 59e RAMF (SF de Rohrbach) fait partie de la division de marche Chastanet, il est sur le canal les 17 et 18, avant de finir encerclé près du col du Donon le 24 ;
- le 60e RAMF (SF des Vosges) fait partie de la division de marche Sanselme, il est sur le canal du 16 au 19, capturé près du Donon le 24 ;
- le 69e RAMF (SF de Haguenau) fait partie de la division de marche Regard puis à partir du 16 du groupement Duluc, il passe par Saverne, Sarrebourg et Blâmont pour arriver à Luxeuil-les-Bains le 16 ; il défend Lure et Saint-Sauveur le 17, puis se replie par le col des Croix le 19, Rupt-sur-Moselle le 20 pour finir au Thillot le 22[8].